# Lijst van vervangende sportevenementen tijdens de coronapandemie
Tijdens de coronapandemie die begon in maart 2020 werden vrijwel alle sportwedstrijden wereldwijd afgelast of uitgesteld. Veel sportorganisaties besloten vervangende sportevenementen te organiseren waarbij de deelnemers op veilige afstand deelnamen. Bijvoorbeeld vanuit huis via een internetverbinding. Dit artikel geeft een lijst van vervangende sportevenementen tijdens de coronapandemie.

## Boksen
Enrico Lacruz versloeg zijn teamgenoot Max van der Pas om het Nederlands kampioenschap schaduwboksen.

## Darts
De PDC begon op 17 april 2020 met de PDC Home Tour 2020 waar darters thuis op hun oefenbord gooien, tegen een tegenstander in diens huis. Gary Anderson en Daryl Gurney deden in eerste instantie niet mee omdat hun internetverbinding te traag was, hoewel Anderson in mei wel in actie kon komen. Jelle Klaasen werd beschuldigd van vals spel nadat een pijl waarvan hij claimde dat die in de dubbel was, door veel toeschouwers als naast de dubbel werd ervaren. De PDC accepteerde Klaasen zijn verklaring dat de pijl daadwerkelijk in de dubbel zat. Nathan Aspinall won op 5 juni, na zeven weken darten, de eerste editie van de PDC Home Tour. Later dat seizoen zouden de reguliere toernooien hervat worden, hoewel in eerste instantie zonder publiek.

## Golf
Joost Luiten won een toernooi op de beroemde baan van St Andrews Links via een golfsimulator. Hij won 10.000 Euro voor een goed doel. De Schot Connor Syme won het tweede toernooi in de reeks, op de gesimuleerde baan van Royal Portrush Golf Club.

## Handboogschieten
De Lockdown Knockout 2020 is een internationale competitie voor boogschutters die zelf in hun eigen tuin of hal spelen en online de scores vergelijken.

## Schaken
Het kandidatentoernooi voor het wereldkampioenschap schaken 2020 ging nog door tot 26 maart en was daarmee half maart nog het enige mondiale sportevenement dat doorging. Toen het alsnog werd afgelast organiseerden wereldkampioen Magnus Carlsen en online platform Chess24 een online schaaktoernooi met Carlsen en zeven andere topschakers getiteld Magnus Carlsen Invitational. Carlsen won zijn eigen toernooi door in de finale Hikaru Nakamura te verslaan.
De FIDE Nations Cup, een online toernooi tussen zes landen en werelddelen, werd op 10 mei 2020 gewonnen door het team van China.

## Tennis
Eind april begon het virtuele Tennistoernooi van Madrid voor mannen en vrouwen met veel toptennissers via de PlayStation. Andy Murray en Kiki Bertens wonnen.

## Wielrennen
Er werden diverse online wielerwedstrijden gereden waarbij de wielrenners thuis hun hometrainer op een online programma aansluiten. Online wedstrijden die veel aandacht kregen waren DeRonde2020, de Ronde van Vlaanderen op 5 april via platform Bkool en The Digital Swiss 5, een vijfdaagse Ronde van Zwitserland van 22 tot en met 26 april via platform Rouvy. Er was kritiek dat de koersen niet helemaal eerlijk waren omdat kleine verschillen in de afstelling van de hometrainers, het opgegeven lichaamsgewicht veel verschil zouden maken; zo werd Pierre Latour uit de Digital Swiss 5 gediskwalificeerd vanwege 'kalibratieproblemen'. Daarnaast zouden wielrenners die op hoogte wonen nadeel hebben vanwege de ijlere lucht. In juli werd een digitale variant op de Ronde van Frankrijk gereden via platform Zwift in het fictieve land Watopia. Eind juli gingen de reguliere wielerkoersen weer verder.